# Pollia (slak)
Pollia is een geslacht van weekdieren uit de klasse van de Gastropoda (slakken).

## Soorten
- Pollia assimilis (Reeve, 1846)
- Pollia bednalli (G. B. Sowerby, 1895)
- Pollia campisii Ardovini, 2015
- Pollia crenulata (Röding, 1798)
- Pollia delicata (E. A. Smith, 1899)
- Pollia dorbignyi (Payraudeau, 1826)
- Pollia fumosa (Dillwyn, 1817)
- Pollia fuscopicta (G. B. Sowerby, 1905)
- Pollia imprimelata Fraussen & Rosado, 2011
- Pollia krauseri Tröndlé, 2013
- Pollia mollis (Gould, 1860)
- Pollia mondolonii Fraussen, 2012
- Pollia pellita Vermeij & Bouchet, 1998
- Pollia rawsoni (Melvill, 1897)
- Pollia rubens (Küster, 1858)
- Pollia rubiginosa (Reeve, 1846)
- Pollia scabra Locard, 1892
- Pollia scacchiana (Philippi, 1844)
- Pollia sowerbyana (Melvill & Standen, 1903)
- Pollia subcostata (Krauss, 1848)
- Pollia subrubiginosa (E. A. Smith, 1879)
- Pollia undosa (Linnaeus, 1758)
- Pollia vermeuleni (Knudsen, 1980)
- Pollia wagneri (Anton, 1838)
- Pollia wrightae (Cernohorsky, 1974)